# Hitchcock (film)
Hitchcock (2012) este un film american biografic, de comedie, dramatic. Este regizat de Sacha Gervasi. Este bazat pe cartea non-fiction Alfred Hitchcock and the Making of Psycho scrisă de Stephen Rebello. Filmul a fost lansat selectiv, inițial în câteva orașe la 23 noiembrie 2012, având premiera mondială la 14 decembrie 2012.
Filmul Hitchcock prezintă relația dintre regizorul Alfred Hitchcock (Anthony Hopkins) și soția sa Alma Reville (Helen Mirren) în timpul realizării filmului Psycho, un controversat film de groază din 1960 care a devenit cel mai aclamat și mai influent film din cariera lui Hitchcock.